# Sci alpino ai XXII Giochi olimpici invernali - Slalom gigante maschile
Tra le competizioni dello Sci alpino ai XXII Giochi olimpici invernali di Soči 2014 lo slalom gigante maschile si è disputato il 19 febbraio sulla pista Roza Chutor di Krasnaja Poljana. Campione olimpico si è laureato lo statunitense Ted Ligety che ha preceduto i francesi Steve Missillier, medaglia d'argento, e Alexis Pinturault, medaglia di bronzo.
Ligety ha conquistato la prima medaglia d'oro olimpica statunitense nello slalom gigante, così come Pinturault è stato il primo francese ad aggiudicarsi il bronzo, mentre l'argento di Missillier è giunto a distanza di otto anni da quello di Joël Chenal, che lo vinse ai XX Giochi olimpici invernali di Torino 2006.
Detentore del titolo di campione olimpico uscente era lo svizzero Carlo Janka, che aveva vinto a Vancouver 2010 sul tracciato di Whistler (in Canada) precedendo i norvegesi Kjetil Jansrud (medaglia d'argento) e Aksel Lund Svindal (medaglia di bronzo).

## Risultati
| Pos. | Atleta                         | Nazione              | Tempo 1ª manche | Tempo 2ª manche | Tempo totale | Distacco |
| ---- | ------------------------------ | -------------------- | --------------- | --------------- | ------------ | -------- |
| 1    | Ted Ligety                     | Stati Uniti          | 1:21,08         | 1;24,21         | 2:45,29      |          |
| 2    | Steve Missillier               | Francia              | 1:22,58         | 1:23,19         | 2:45,77      | +0,48    |
| 3    | Alexis Pinturault              | Francia              | 1:22,44         | 1:23,49         | 2:45,93      | +0,64    |
| 4    | Marcel Hirscher                | Austria              | 1:22,47         | 1:23,76         | 2:46,23      | +0,94    |
| 5    | Ondřej Bank                    | Rep. Ceca            | 1:22,01         | 1:24,28         | 2:46,29      | +1,00    |
| 6    | Matthias Mayer                 | Austria              | 1:22,41         | 1:23,93         | 2:46,34      | +1,05    |
| 7    | Benjamin Raich                 | Austria              | 1:22,67         | 1:23,69         | 2:46,35      | +1,06    |
| 8    | Felix Neureuther               | Germania             | 1:22,51         | 1:24,08         | 2:46,59      | +1,30    |
| 9    | Thomas Fanara                  | Francia              | 1:22,41         | 1:24,32         | 2:46,73      | +1,44    |
| 10   | Henrik Kristoffersen           | Norvegia             | 1:22,71         | 1:24,08         | 2:46,79      | +1,50    |
| 11   | Luca De Aliprandini            | Italia               | 1:23,08         | 1:23,83         | 2:46,91      | +1,62    |
| 12   | Fritz Dopfer                   | Germania             | 1:22,59         | 1:24,38         | 2:46,97      | +1,68    |
| 13   | Carlo Janka                    | Svizzera             | 1:22,52         | 1:24,52         | 2:47,04      | +1,75    |
| 14   | Matts Olsson                   | Svezia               | 1:23,01         | 1:24,05         | 2:47,06      | +1,77    |
| 15   | Tim Jitloff                    | Stati Uniti          | 1:23,23         | 1:23,90         | 2:47,13      | +1,84    |
| 16   | Leif Kristian Haugen           | Norvegia             | 1:23,58         | 1:23,57         | 2:47,15      | +1,86    |
| 17   | Davide Simoncelli              | Italia               | 1:22,35         | 1:25,00         | 2:47,35      | +2,06    |
| 18   | Philipp Schörghofer            | Austria              | 1:22,83         | 1:24,63         | 2:47,46      | +2,17    |
| 19   | Jared Goldberg                 | Stati Uniti          | 1:23,66         | 1:23,82         | 2:47,48      | +2,19    |
| 20   | Bode Miller                    | Stati Uniti          | 1:23,64         | 1:24,18         | 2:47,82      | +2,53    |
| 21   | Samu Torsti                    | Finlandia            | 1:23,59         | 1:24,38         | 2:47,97      | +2,68    |
| 22   | Adam Žampa                     | Slovacchia           | 1:23,13         | 1:25,28         | 2:48,41      | +3,12    |
| 23   | Žan Kranjec                    | Slovenia             | 1:23,82         | 1:24,66         | 2:48,48      | +3,19    |
| 24   | Mathieu Faivre                 | Francia              | 1:23,53         | 1:25,90         | 2:49,43      | +4,14    |
| 25   | Trevor Philp                   | Canada               | 1:24,38         | 1:25,17         | 2:49,55      | +4,26    |
| 26   | Sergej Majtakov                | Russia               | 1:23,75         | 1:25,92         | 2:49,67      | +4,38    |
| 27   | Ivica Kostelić                 | Croazia              | 1:23,87         | 1:25,81         | 2:49,68      | +4,39    |
| 28   | Mauro Caviezel                 | Svizzera             | 1:23,58         | 1:26,17         | 2:49,75      | +4,46    |
| 29   | Phil Brown                     | Canada               | 1:24,82         | 1:25,09         | 2:49,91      | +4,62    |
| 30   | Gino Caviezel                  | Svizzera             | 1:25,45         | 1:24,95         | 2:50,40      | +5,11    |
| 31   | Martin Vráblík                 | Rep. Ceca            | 1:24,83         | 1:26,01         | 2:50,84      | +5,55    |
| 32   | Andreas Žampa                  | Slovacchia           | 1:25,54         | 1:26,08         | 2:51,62      | +6,33    |
| 33   | Morgan Pridy                   | Canada               | 1:25,95         | 1:26,01         | 2:51,96      | +6,67    |
| 34   | Sebastian Brigović             | Croazia              | 1:25,82         | 1:26,43         | 2:52,25      | +6,96    |
| 35   | Vladislav Novikov              | Russia               | 1:25,68         | 1:26,97         | 2:52,65      | +7,36    |
| 36   | Paul de la Cuesta              | Spagna               | 1:27,13         | 1:26,13         | 2:53,26      | +7,97    |
| 37   | Klemen Kosi                    | Slovenia             | 1:26,61         | 1:26,75         | 2:53,36      | +8,07    |
| 38   | Marc Oliveras                  | Andorra              | 1:26,40         | 1:27,34         | 2:53,74      | +8,45    |
| 39   | Dominic Demschar               | Australia            | 1:26,47         | 1:27,30         | 2:53,77      | +8,48    |
| 40   | Cristian Javier Simari Birkner | Argentina            | 1:26,02         | 1:27,89         | 2:53,91      | +8,62    |
| 41   | Jung Dong-hyun                 | Corea del Sud        | 1:26,72         | 1:28,54         | 2:55,26      | +9,97    |
| 42   | Marco Pfiffner                 | Liechtenstein        | 1:27,64         | 1:29,08         | 2:56,72      | +11,43   |
| 43   | Kristaps Zvejnieks             | Lettonia             | 1:27,80         | 1:29,50         | 2:57,30      | +12,01   |
| 44   | Adam Barwood                   | Nuova Zelanda        | 1:28,51         | 1:28,89         | 2:57,40      | +12,11   |
| 45   | Warren Cummings Smith          | Estonia              | 1:28,25         | 1:29,17         | 2:57,42      | +12,13   |
| 46   | Arman Serebrakian              | Armenia              | 1:29,59         | 1:28,81         | 2:58,40      | +13,11   |
| 47   | Adam Lamhamedi                 | Marocco              | 1:29,27         | 1:29,96         | 2:59,23      | +13,94   |
| 48   | Alexandru Barbu                | Romania              | 1:29,47         | 1:29,77         | 2:59,24      | +13,95   |
| 49   | Marko Rudić                    | Bosnia ed Erzegovina | 1:29,55         | 1:30,40         | 2:59,95      | +14,66   |
| 50   | Norbert Farkas                 | Ungheria             | 1:29,77         | 1:31,56         | 3:01,33      | +16,04   |
| 51   | Mohammad Kiadarbandsari        | Iran                 | 1:30,12         | 1:32,01         | 3:02,13      | +16,84   |
| 52   | Konstantinos Sykaras           | Grecia               | 1:30,75         | 1:31,58         | 3:02,33      | +17,04   |
| 53   | Patrick Brachner               | Azerbaigian          | 1:31,32         | 1:32,31         | 3:03,63      | +18,34   |
| 54   | Massimiliano Valcareggi        | Grecia               | 1:30,72         | 1:33,64         | 3:04,36      | +19,07   |
| 55   | Hossein Saveh-Shemshaki        | Iran                 | 1:32,35         | 1:32,87         | 3:05,22      | +19,93   |
| 56   | Einar-Kristinn Kristgeirsson   | Islanda              | 1:32,90         | 1:32,55         | 3:05,45      | +20,16   |
| 57   | Luke Steyn                     | Zimbabwe             | 1:32,20         | 1:34,35         | 3:06,55      | +21,26   |
| 58   | Jhonatan Longhi                | Brasile              | 1:33,03         | 1:33,69         | 3:06,72      | +21,43   |
| 59   | Brynjar Guðmundsson            | Islanda              | 1:33,58         | 1:36,03         | 3:09,61      | +24,32   |
| 60   | Dmytro Mycak                   | Ucraina              | 1:34,22         | 1:37,18         | 3:11,40      | +26,11   |
| 61   | Evgenij Timofeev               | Kirghizistan         | 1:34,65         | 1:37,07         | 3:11,72      | +26,43   |
| 62   | Tarik Hadžić                   | Montenegro           | 1:36,55         | 1:35,84         | 3:12,39      | +27,10   |
| 63   | Rokas Zaveckas                 | Lituania             | 1:36,06         | 1:36,98         | 3:13,04      | +27,75   |
| 64   | Constantinos Papamichael       | Cipro                | 1:35,74         | 1:37,37         | 3:13,11      | +27,82   |
| 65   | Kanes Sucharitakul             | Thailandia           | 1:37,82         | 1:37,24         | 3:15,06      | +29,77   |
| 66   | Kyung Sung-hyun                | Corea del Sud        | 1:34,03         | 1:41,17         | 3:15,20      | +29,91   |
| 67   | Artëm Voronov                  | Uzbekistan           | 1:37,09         | 1:38,36         | 3:15,45      | +30,16   |
| 68   | Emre Simsek                    | Turchia              | 1:40,26         | 1:37,38         | 3:17,64      | +32,35   |
| 69   | Alexandre Mohbat               | Libano               | 1:38,96         | 1:38,89         | 3:17,85      | +32,56   |
| 70   | Manfred Oettl Reyes            | Perù                 | 1:47,05         | 1:33,91         | 3:20,96      | +35,67   |
| 71   | Muhammad Karim                 | Pakistan             | 1:43,44         | 1:43,97         | 3:27,41      | +42,12   |
| 72   | Himanshu Thakur                | India                | 1:47,86         | 1:49,69         | 3:37,55      | +52,26   |
|      | Roberto Nani                   | Italia               | 1:22,65         | DNF             | DNF          | DNF      |
|      | Manfred Mölgg                  | Italia               | 1:22,93         | DNF             | DNF          | DNF      |
|      | Kjetil Jansrud                 | Norvegia             | 1:22,91         | DNF             | DNF          | DNF      |
|      | Stepan Zuev                    | Russia               | 1:24,90         | DNF             | DNF          | DNF      |
|      | Ross Peraudo                   | Australia            | 1:29,07         | DNF             | DNF          | DNF      |
|      | Arthur Hanse                   | Portogallo           | 1:30,52         | DNF             | DNF          | DNF      |
|      | Zhang Yuxin                    | Cina                 | 1:38,45         | DSQ             | DSQ          | DSQ      |
|      | Didier Défago                  | Svizzera             | DNF             | DNF             | DNF          | DNF      |
|      | Kryštof Krýzl                  | Rep. Ceca            | DNF             | DNF             | DNF          | DNF      |
|      | Pavel Trichičev                | Russia               | DNF             | DNF             | DNF          | DNF      |
|      | Filip Zubčić                   | Croazia              | DNF             | DNF             | DNF          | DNF      |
|      | Olivier Jenot                  | Monaco               | DNF             | DNF             | DNF          | DNF      |
|      | Ferran Terra                   | Spagna               | DNF             | DNF             | DNF          | DNF      |
|      | Sebastiano Gastaldi            | Argentina            | DNF             | DNF             | DNF          | DNF      |
|      | Eugenio Claro                  | Cile                 | DNF             | DNF             | DNF          | DNF      |
|      | Park Je-yun                    | Corea del Sud        | DNF             | DNF             | DNF          | DNF      |
|      | Joan Verdú                     | Andorra              | DNF             | DNF             | DNF          | DNF      |
|      | Stefan Prisadov                | Bulgaria             | DNF             | DNF             | DNF          | DNF      |
|      | Alex Puente                    | Spagna               | DNF             | DNF             | DNF          | DNF      |
|      | Jorge Birkner Ketelhohn        | Argentina            | DNF             | DNF             | DNF          | DNF      |
|      | Henrik von Appen               | Cile                 | DNF             | DNF             | DNF          | DNF      |
|      | Pol Carreras                   | Spagna               | DNF             | DNF             | DNF          | DNF      |
|      | Marko Vukićević                | Serbia               | DNF             | DNF             | DNF          | DNF      |
|      | Alex Beniaidze                 | Georgia              | DNF             | DNF             | DNF          | DNF      |
|      | Iason Abramashvili             | Georgia              | DNF             | DNF             | DNF          | DNF      |
|      | Martins Onskulis               | Lettonia             | DNF             | DNF             | DNF          | DNF      |
|      | Igor Laikert                   | Bosnia ed Erzegovina | DNF             | DNF             | DNF          | DNF      |
|      | Antonio Ristevski              | Macedonia            | DNF             | DNF             | DNF          | DNF      |
|      | Jury Danilačkin                | Bielorussia          | DNF             | DNF             | DNF          | DNF      |
|      | Conor Lyne                     | Irlanda              | DNF             | DNF             | DNF          | DNF      |
|      | Dow Travers                    | Isole Cayman         | DNF             | DNF             | DNF          | DNF      |
|      | Antonio Jose Pardo Andretta    | Venezuela            | DNF             | DNF             | DNF          | DNF      |
|      | Marcus Sandell                 | Finlandia            | DNF             | DNF             | DNF          | DNF      |
|      | Stefan Luitz                   | Germania             | DSQ             | DSQ             | DSQ          | DSQ      |
|      | Vincenzo Michelotti            | San Marino           | DSQ             | DSQ             | DSQ          | DSQ      |
|      | Erjon Tola                     | Albania              | DNS             | DNS             | DNS          | DNS      |
|      | Virgile Vandeput               | Israele              | DNS             | DNS             | DNS          | DNS      |

Legenda:

DNF = prova non completata

DNS = non partito

DSQ = squalificato

Data: mercoledì 19 febbraio 2014

1ª manche:

Ore: 11.00 (UTC+3)

Pista: Roza Chutor

Partenza: 1 370 m s.l.m.

Arrivo: 960 m s.l.m.

Dislivello: 410 m

Tracciatore: David Chastan (Francia)

2ª manche:

Ore: 14.30 (UTC+3)

Pista: Roza Chutor

Partenza: 1 370 m s.l.m.

Arrivo: 960 m s.l.m.

Dislivello: 410 m

Tracciatore: Andreas Pülacher (Austria)